# Пунта Горцоне (Венеција)
Пунта Горцоне је насеље у Италији у округу Венеција, региону Венето.
Према процени из 2011. у насељу је живело 26 становника. Насеље се налази на надморској висини од -3 м.